# 9/30-Zoll-Kanone M1877
Die 9/30-Zoll-Kanone M1877 (russisch: 9"/30 пушка обр.1877 г.) war ein Schiffsgeschütz der Kaiserlich-Russischen Marine.

## Geschichte
Im Jahr 1883 schlug Musselius die Entwicklung einer längeren 9-Zoll-Kanone vor, die ungefähr 18.500 kg wiegen und Granaten mit einem Geschossgewicht von 48 kg verschießen sollte. Im gleichen Jahr bestellte das Marineamt zwei derartige Waffen für die Flusskanonenboote der Sibirischen Flottille, eine weitere sollte eingelagert werden. Nahezu zeitgleich wurde die 9/35-Zoll-Kanone M1877 entwickelt.

## Konstruktion

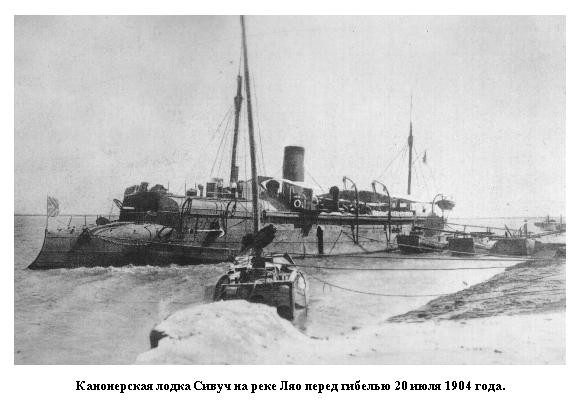
Kanonenboot Siwutsch

Die Länge des Rohres betrug 6147 mm, das entspricht 30 Kalibern. Das Rohr hatte 52 Züge mit einer Tiefe von 1,52 mm. Das Gewicht der Waffe mit Verschluss lag bei 18.948 kg, der Verschluss allein wog 606 kg.
Zum Einsatz kamen die ursprünglich für die 9-Zoll-Kanone M1877 entwickelten Granattypen. Dabei waren drei verschiedene Geschosstypen einsetzbar. Die Granate mit einem Körper aus gewöhnlichen Gusseisen wog 113,4 kg, hatte eine Länge von 2,5 Kalibern und war mit 5,02 kg Sprengstoff gefüllt. Die Granate mit einem Körper aus Hartguss wog 126,2 kg und hatte eine Länge von ebenfalls 2,5 Kalibern. Daneben gab es noch Granaten aus Stahl mit einem Gewicht von 126,2 kg und einer Länge von 2,7 Kalibern.
Als Treibladung wurde zunächst Schwarzpulver mit einem Gewicht von 49,1 kg genutzt, bevor auf eine Treibladung aus braunem Pulver mit einem Gewicht von 53,2 kg übergegangen wurde. Mit beiden Treibladungstypen wurde eine Mündungsgeschwindigkeit von 561 m/s erreicht, bei einer Rohrerhöhung von +6° ergab dies eine Schussweite von 4630 m. Bei Erhöhung des Treibladungsgewichtes auf 60,2 kg lag die Mündungsgeschwindigkeit bei 597 m/s. Bei einer Rohrerhöhung von +6° konnte 4908 m weit geschossen werden, bei einer Rohrerhöhung von +11,2° 5556 m weit.
Die Waffe kam nur auf den Kanonenbooten der Bobr-Klasse zum Einsatz. Verwendet wurden die von Generalleutnant F. W. Pestitsch (Ф. В. Пестич), Chef der Artillerieabteilung des Kriegshafens Kronstadt, entwickelte Konstruktion. Zur Dämpfung des Rückstoßes der Kanone lief dabei ähnlich wie bei einer Vavasseur-Gleitbahn die Oberlafette auf einer geneigten Gleitbahn. Der Rückstoß wurde durch die Reibung der Lafette auf der Gleitbahn, die Neigung und durch die für die damalige Zeit typischen Trossen, mit denen die Lafette auf der Gleitbahn vertäut war, gedämpft. Der Rückstoß wurde zusätzlich durch einen Reibungsdämpfer, der mit den Rollen verbunden war, absorbiert. Der Dämpfer bestand aus mit der Lafette verbundenen Scheiben und Platten, die mit dem Rahmen verbunden waren. Vor dem Schuss wurden Platten und Scheiben zusammengepresst, was die Reibung erhöhte. Nach Abgabe des Schusses und nachdem die Waffe auf der Gleitbahn zurückgelaufen war, wurde der Dämpfer gelöst und die Lafette konnte leicht in die Schussposition zurückrollen.
Die erste Lafette wurde 1884 erprobt und anschließend auf der Siwutsch eingerüstet. Der Höhenrichtbereich lag zwischen −5° und +11,5°, der Seitenrichtbereich bei 72°. Die Richtgeschwindigkeit lag bei 72°/min. Der maximale Rohrrücklauf betrug 2170 mm. Die Plattform war 5486 mm lang und in einem Winkel von 4° geneigt. Das Gesamtgewicht der Lafette ohne Waffe lag bei 12.842 kg.